# Siurana (Tarragona)
Siurana è un paese spagnolo di 36 abitanti situato nella comunità autonoma della Catalogna.

## Sito d'arrampicata
Vicino al paese c'è un importante sito d'arrampicata che offre più di 1000 vie verticali e strapiombanti su roccia di calcare.

### Le vie
Le vie più difficili:
- 9b/5.15b:
  - La Capella - 16 febbraio 2011 - Adam Ondra[1]
  - Golpe De Estado - 17 dicembre 2008 - Chris Sharma[2]
- 9a+/5.15a:
  - La Rambla - 8 marzo 2003 - Ramón Julián Puigblanque
- 9a/5.14d:
  - Jungle Speed - 11 marzo 2010 - Daniel Jung[3]
  - A Muerte - 1º marzo 2006 - Richard Simpson[4]
  - Estado critico - 15 marzo 2004 - Ramón Julián Puigblanque[5]

## Galleria d'immagini

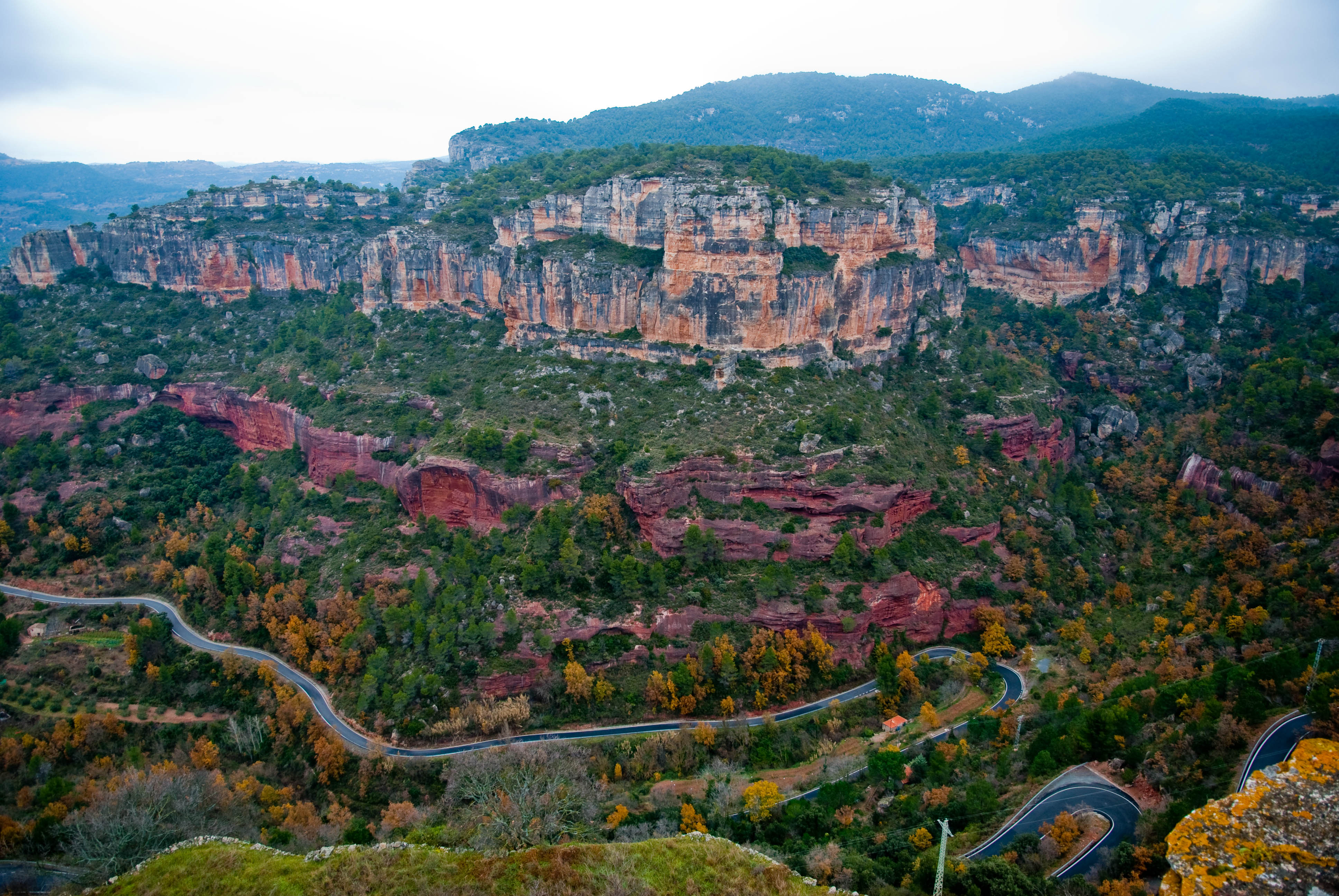
Veduta d'insieme delle pareti d'arrampicata di Siurana
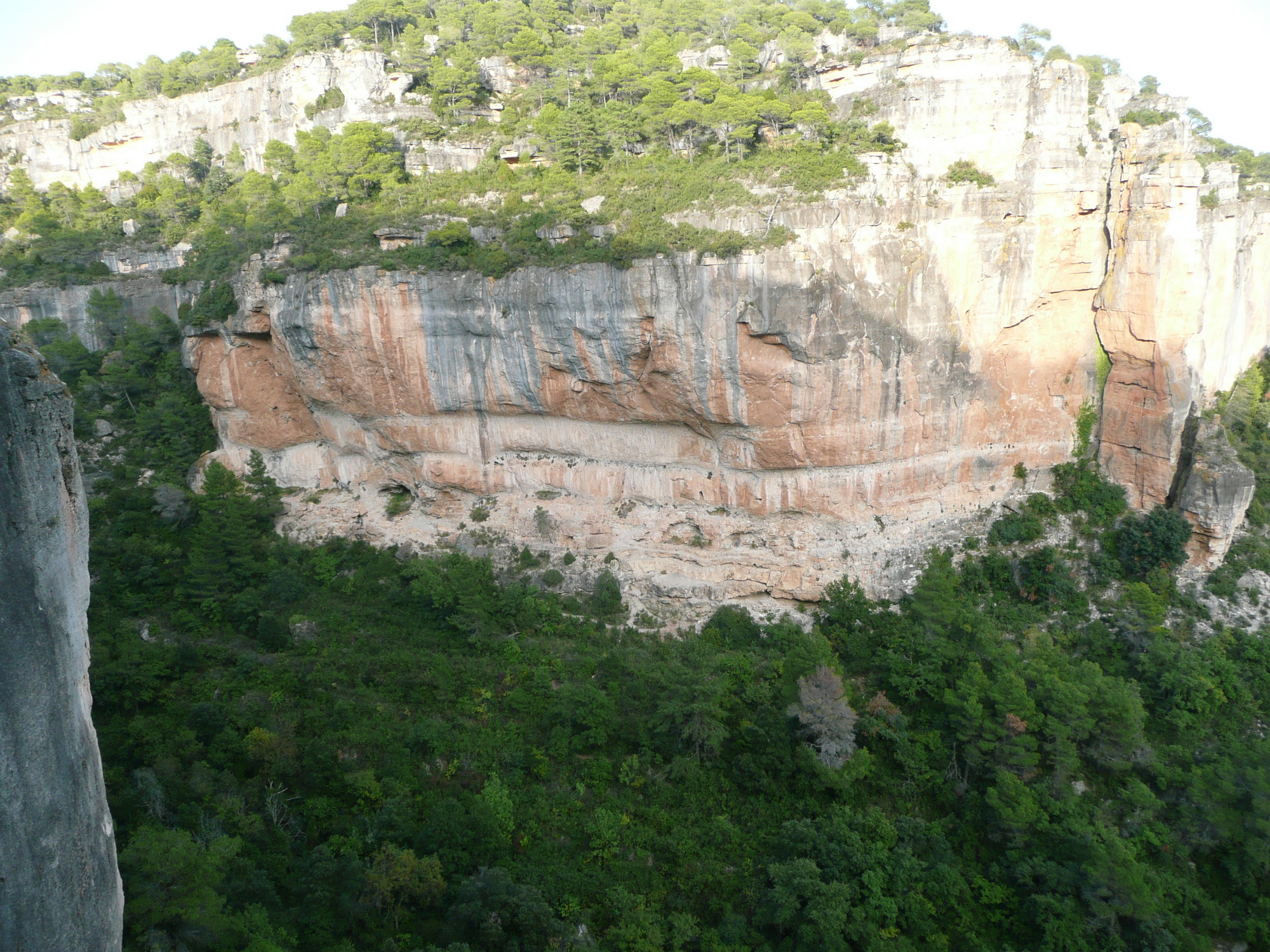
Il settore El Pati dove si trovano le vie Golpe de Estado e La Rambla